# F. P. Santangelo
Frank-Paul Santangelo (né le 24 octobre 1967 à Livonia, Michigan, États-Unis) est un ancien joueur des Ligues majeures de baseball.
Ce joueur d'utilité a évolué de 1995 à 2001 à toutes les positions sur le terrain, à l'exception de celles de receveur, de premier but et de lanceur.
Depuis 2011, il est analyste des matchs des Nationals de Washington à la télévision MASN (en).

## Carrière
F. P. Santangelo fait ses débuts chez les Expos de Montréal en 1995. Il connait sa meilleure saison en 1996, année où il commence à être utilisé à diverses positions en défensive. Offensivement, il frappe dans une moyenne de ,277 avec 109 coups sûrs, dont 20 doubles et 7 circuits, et 56 points produits. Il termine 4e au scrutin visant à élire la recrue de l'année dans la Ligue nationale.
Après quatre saisons à Montréal, il signe comme joueur autonome avec les Giants de San Francisco, avec qui il s'aligne en 1999. Il joue également pour les Dodgers de Los Angeles (2000) et les Athletics d'Oakland (2001).
Au cours de sa carrière, il a disputé 477 matchs comme voltigeur (217 à gauche, 195 au centre et 88 à droite), 90 parties comme joueur de deuxième but, 62 au troisième but et 3 à l'arrêt-court. Il a également été utilisé une fois comme frappeur désigné par Oakland.
Apparu dans 665 parties au niveau majeur, il a réussi 415 coups sûrs pour une moyenne au bâton de ,245 avec 21 circuits, 162 points produits et 258 points marqués.
En décembre 2007, le nom de F. P. Santangelo est paru dans le rapport Mitchell, faisant la nomenclature des joueurs des ligues majeures soupçonnés de dopage. Selon Kirk Radomski, il aurait fait usage de nandrolone, de testostérone et d'hormones de croissance au cours de sa carrière. Santangelo a admis avoir fait usage d'hormones de croissance en 1998 et 2000 pour récupérer de blessures au quadriceps et au genou, mais a nié les autres allégations.
Avant de devenir commentateur des matchs des Nationals en 2011, Santangelo a animé jusqu'en 2008 l'émission The Rise Guys à KHTK, une radio AM de Sacramento, en Californie.